# Martinhalli
 (avril 2025).
Si vous disposez d'ouvrages ou d'articles de référence ou si vous connaissez des sites web de qualité traitant du thème abordé ici, merci de compléter l'article en donnant les références utiles à sa vérifiabilité et en les liant à la section « Notes et références ».
Martinhalli est une salle de sport située dans le quartier Martti d'Hyvinkää en Finlande.

## Présentation
Martinhalli est une salle de sport pour l'utilisation de divers jeux de balle et de gymnastique. 
On y pratique principalement le basketball, le floorball et le futsal. 
Lors des matchs de floorball, un tapis en plastique répondant aux exigences de la Floorball Association est installé sur le sol. 
La salle accueille aussi des événements publics et des concerts. 
La tribune peut accueillir de 134 à 1 000 spectateurs. 
Le niveau supérieur de l'auditorium est aussi un lieu d'entraînement pour joueurs de tennis de table et les épéistes.

## Équipes
L'équipe masculine de division II SC Hyvinkää et la ligue de floorball féminin SB-Pro jouent leurs matchs à domicile à Martinhalli.
C'est aussi le domicile de PS Villa qui joue à Futsal-Ykkönen et celui de l'équipe de basket Hyvinkää Ponteva.